# Sumbercanting (Wringin)
Sumbercanting is een bestuurslaag in het regentschap Bondowoso van de provincie Oost-Java, Indonesië. Sumbercanting telt 4113 inwoners (volkstelling 2010).